# Харчинский
Харчинский — потухший щитовой вулкан на Камчатке. Расположен на продолжении Харчинской группы вулканов. Вулкан состоит из нескольких щитовых конусов и куполов, слившихся в единый массив. Кальдера диаметром 935 м, напоминает по форме телефон. На краю кальдеры расположен один из куполов вулкана Харчинского. На южном склоне вулкан соединяется с Заречным вулканом, с востока к вулкану примыкает озеро Куражие, с севера — озеро Харчинское. Последнее извержение датируется голоценом. Активны гейзеры и термальные источники.
6 августа 1973 года в 9:00 на вулкане произошло землетрясение магнитудой 4,2.